# Alkanna primuliflora
Alkanna primuliflora är en strävbladig växtart som beskrevs av August Heinrich Rudolf Grisebach. Alkanna primuliflora ingår i släktet Alkanna och familjen strävbladiga växter. Utöver nominatformen finns också underarten A. p. thracica.